# موش مانداب روونزوری
موش مانداب روونزوری (نام علمی: Otomys dartmouthi) نام یک گونه از سرده موش‌های مانداب است.